# Winsen (Cellei járás)
Winsen an der Aller község Németországban, Alsó-Szászországban, a Cellei járásban. Lakosainak száma 13 552 fő (2023. december 31.).